# 光冨真哉
光冨 真哉（みつどみ しんや、1958年7月5日 - ）は、日本の実業家。株式会社日立ビルシステム代表取締役社長、株式会社日立製作所執行役常務・ビルビジネスユニットCEO。旧字体は眞哉。

## 人物・経歴
1958年7月5日、福岡県福岡市生まれ。1982年3月、立教大学社会学部卒業。同年4月、株式会社日立製作所入社。
2004年4月、同社電機グループ交通システム事業部交通営業本部海外交通部長、2007年10月、同社電機グループ交通システム事業部海外交通営業本部長、2009年10月、同社社会・産業インフラシステム社IEP推進本部副本部長を歴任。
2011年4月、同社交通システム社海外プロジェクト統括本部長、2012年4月、同社インフラシステムグループ交通システム社CSO、2014年4月、同社交通システム事業グローバルCSO、2016年4月、同社鉄道ビジネスユニットマネージングダイレクタ兼CSO、2017年4月、同社鉄道ビジネスユニットグループヘッドオブセールス兼マネージングダイレクタ。
2018年4月、同社執行役常務・鉄道ビジネスユニットマネージングダイレクタ（日本・アジアパシフィック）兼グループヘッドオブセールス、2020年2月、同社執行役常務・鉄道ビジネスユニットヘッドオブセールス＆プロジェクトに就任。
2020年4月、株式会社日立製作所執行役常務・ビルビジネスユニットCEO兼株式会社日立ビルシステム代表取締役社長に就任。